# 汾西王
汾西王（ふんせいおう、生年未詳 - 304年）は、百済の第10代の王（在位：298年 - 304年）であり、先代の責稽王の子。母は帯方太守の娘である漢民族の宝菓夫人。諱・諡は伝わっていない。298年9月に先王が西晋・貊の軍と戦って戦死したため王位についた。
304年2月には楽浪の西部を奪取したが、10月、楽浪太守の放った刺客によって殺害された。

## 家族
- 父：責稽王
- 母：宝菓夫人